# 백치들
《백치들》(덴마크어: Idioterne)은 1998년 개봉한 덴마크의 코미디 드라마 영화이다. 라르스 폰 트리어가 감독과 각본을 맡았다. 대표적인 도그마 95 작품이며 도그마 2번으로도 알려져있다.

## 출연

### 주연
- 보딜 요르겐센
- 젠스 알비누스
- 앤 루이즈 하싱

### 조연
- 트로엘스 리비
- 니콜라이 리 코스
- 헨릭 프립
- 로머 예르겐센 호겐센
- 트린 미첼센
- 파프리카 스틴
- 에리크 웨더소
- 미카엘 모리첸
- 앤더스 호브
- 젠스 요른 스포타그

## 기타
- 공동제작: 에릭 슈트
- 공동제작: 피터 반 보겔포엘
- 공동제작: 마리안느 슬롯